# Andreas Bonnstraat

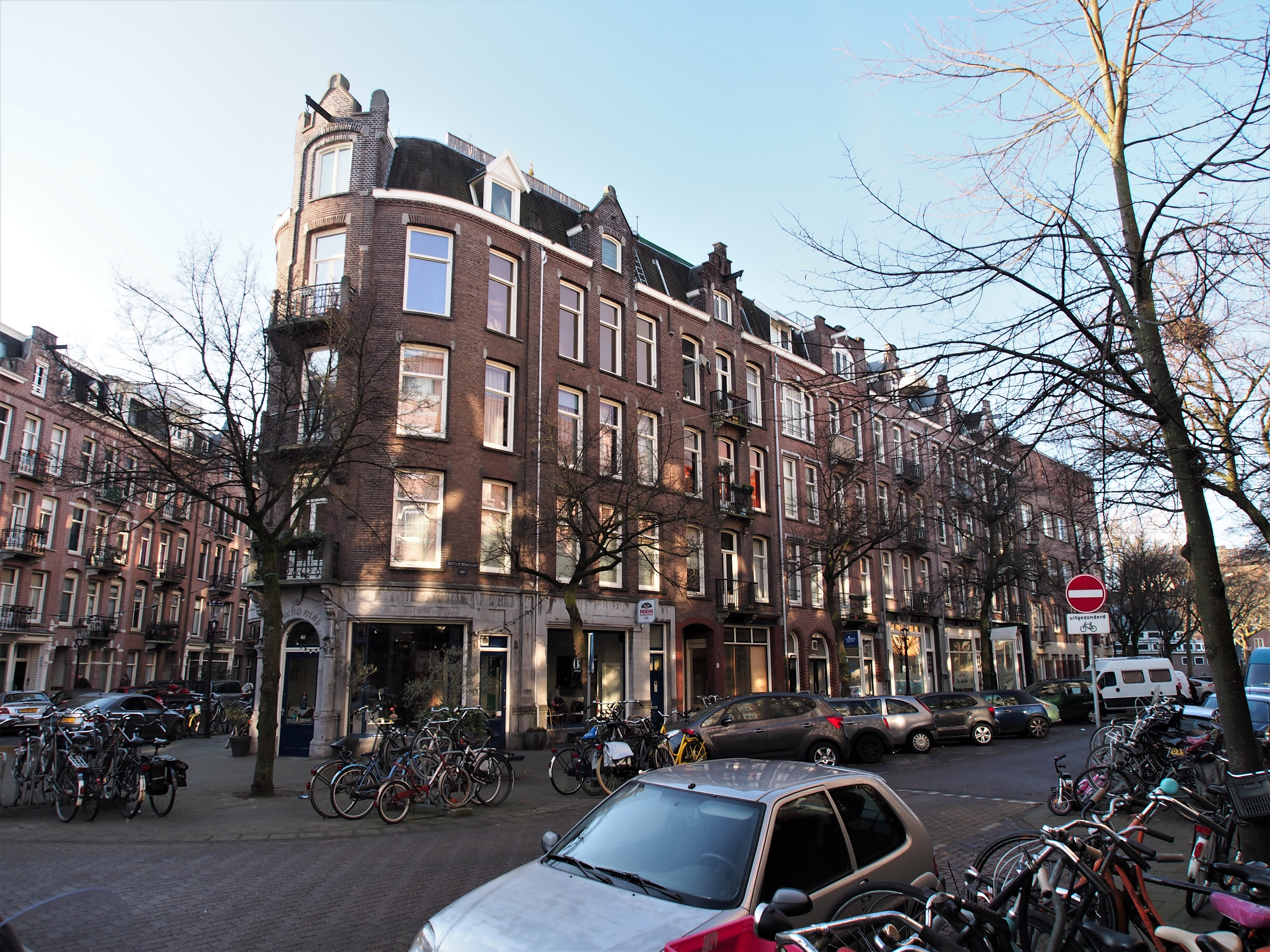
De Andreas Bonnstraat

De Andreas Bonnstraat is een straat in Amsterdam-Oost. Een opvallend gebouw is het voormalige badhuis Andreas Bonnstraat ter hoogte van het Boerhaaveplein, halverwege de straat. In dit badhuis is het Badhuistheater gevestigd. Vroeger stond de Amstelbrouwerij op de hoek van deze straat en de Mauritskade. Hier is inmiddels nieuwbouw verrezen.
De straat kreeg zijn naam in 1897 en werd vernoemd naar Andreas Bonn (1738-1817), Amsterdams hoogleraar in de chirurgie.
Het oude Weesperpoortstation vormde tot 1939 een belangrijke hindernis voor de Oosterparkbuurt. Vanaf de Mauritskade was de Andreas Bonnstraat de belangrijkste verbinding naar het Oosterpark.

## Openbaar vervoer
Vanaf 1906 reed tramlijn 11 door de straat. Na de sloop van het Weesperpoortstation werden er in 1942 tramrails gelegd in de nieuwe Wibautstraat en de Ruyschstraat. Van 1942 tot 1944 reed lijn 11 via deze route. De sporen in de Andreas Bonnstraat werden opgebroken en sindsdien is het een secundaire straat.